# الرجل الأرنب (فلم)
الرجل الارنب(بالإنجليزية: Bunnyman) هو فيلم رعب تم إنتاجه في الولايات المتحدة، وصدر سنة 2011 بطولة شيريل تيكسيرا وماثيو فيليبس وسكوت كوزا.

## القصة
ستة أصدقاء في رحلة يتعرضون لهجوم من قبل رجل مجنون يرتدي زي أرنب يريد قتلهم بمنشار كهربائي.

## روابط خارجية
- مقالات تستعمل روابط فنية بلا صلة مع ويكي بيانات